# 馬酔木 (短歌雑誌)
『馬酔木』（あしび）は、1903年（明治36年）6月に正岡子規亡き後、写生道を発展するために創刊され、1908年（明治41年）1月に終刊した、根岸短歌会の短歌雑誌である。主な編集者には伊藤左千夫、長塚節、岡麓がいた。
『万葉集』の研究、歌論を発表し、1908年に『馬酔木』の編集に携わった伊藤左千夫を中心に創刊された『アララギ』が人気になるきっかけを作った。
後期には島木赤彦、斎藤茂吉、古泉千樫、三井甲之、石原純らが編集に携わっていた。